# Opportunisme
Opportunisme (af latin: opportunus, gunstig) betegner en handlemåde, hvor man indretter sig efter en given situation uden at tage hensyn til principper. En person, der opfører sig således, kaldes en opportunist.
Begrebet anvendes oftest nedsættende og særligt i politik, hvor formålet med den oppotunistiske adfærd er at øge sin politiske indflydelse ved at gribe chancen, når den opstår. En opportunistisk politik opstiller netop de mål, som har udsigt til at kunne gennemføres. Begrebet sammenblandes ofte med udtrykkene populist og pragmatiker.
Opportunisme blev første gang brugt i 1875 om Léon Gambettas politik (Gambetta selv brugte ofte ordet opportunité = "opportunitet").